# Seal (U-Boot)
HMS Seal (Seehund) war ein britisches U-Boot der Porpoise-Klasse im Zweiten Weltkrieg, das von der deutschen Kriegsmarine erbeutet und dann mit der Bezeichnung U B in Dienst gestellt wurde. Es war das einzige U-Boot, das die deutschen Streitkräfte auf See erbeuten konnten.

## Im britischen Dienst
Die Seal war eines von sechs britischen Minenlege-U-Booten der Porpoise-Klasse. Das Boot lief am 27. September 1938 bei den Chatham Dockyards in Chatham vom Stapel und wurde am 28. Januar 1939 unter dem Kommando von Lieutenant Commander Rupert Philip Lonsdale von der Royal Navy in Dienst gestellt.
Bei Beginn des Zweiten Weltkrieges befand sich das Boot in Aden. Seine erste Kriegspatrouille fuhr es im Golf von Aden, dann wurde es nach England zurückbeordert. Es folgten einige Einsatzfahrten in der Nordsee und ein Einsatz als Geleitschiff für einen Geleitzug im Atlantik. Anschließend wurde die Seal zur 6th Submarine-Flotilla abgeordnet.
Am 29. April 1940 lief die Seal zur Operation DF 7 von Immingham aus. Ziel der Operation war, nahe der schwedischen Insel Vinga eine Minensperre vor der Hafenstadt Göteborg zu legen; zu diesem Zweck führte das Boot 50 Seeminen mit. Das Operationsgebiet lag im Seeweg von Deutschland nach Norwegen, das am 9./10. April 1940 vom Deutschen Reich besetzt worden war („Unternehmen Weserübung“). Am 4. Mai gegen 2:30 Uhr wurde das Boot von einer deutschen Heinkel He 115 der Küstenfliegergruppe 76, die von Aalborg im besetzten Dänemark gestartet war, angegriffen und leicht beschädigt. Am gleichen Tag gegen 9 Uhr begann das Boot, seine Minensperre zu legen; nach einer Dreiviertelstunde war diese Arbeit abgeschlossen. Eine auftauchende deutsche Seepatrouille veranlasste den Kommandanten des Bootes zum Tauchen. Während der Tauchfahrt löste das Boot gegen 18:30 Uhr eine Seemine aus, wodurch es schwer beschädigt wurde. Das Boot lag bis 1:30 Uhr am 5. Mai in ungefähr 30 Meter Tiefe auf Grund. Dann gelang es der Besatzung, die zunehmend unter Kohlendioxid-Vergiftung litt, das Boot zur Wasseroberfläche zu bringen. Das Heck des Bootes war teilweise geflutet, aber es gelang dennoch eine Maschine zu starten. Aufgrund der Schäden an der Ruderanlage war das Boot nicht mehr steuerbar, dennoch versuchte die Mannschaft, es in schwedische Gewässer zu bringen, um sich im neutralen Schweden internieren zu lassen. Eine Stunde später wurde das Boot von einer deutschen Arado Ar 196 entdeckt, die das Boot mit zwei Bomben und Maschinengewehrfeuer angriff. Die Seal, die tauchunklar war, versuchte, das Flugzeug mit dem eigenen Maschinengewehr zu bekämpfen, das jedoch Ladehemmung bekam. Eine zweite Ar 196, die wenige Minuten später zu dem Gefecht stieß, griff das Boot ebenfalls an. Das Versagen des eigenen Lewis-Maschinengewehrs und die Verwundung einiger Besatzungsmitglieder veranlassten Ltd. Com. Lonsdale, das Gefecht aufzugeben und sich den beiden deutschen Flugzeugen zu ergeben. Gegen 6:30 Uhr morgens erschien der deutsche U-Boot-Jäger UJ 128 (der ehemalige Trawler Franken) und schleppte das Boot in die Marinebasis von Frederikshavn. Die sechzigköpfige Besatzung der Seal geriet damit in Kriegsgefangenschaft.
Am 11. Mai wurde das Boot nach Kiel geschleppt und dort auf der Germaniawerft repariert.
Auf der von der Seal gelegten Minensperre sanken vier Schiffe: Am 5. Mai das kleine schwedische Schiff Aimy, am 6. Mai der deutsche Frachter Vogesen (4241 BRT), am 28. Mai der schwedische Frachter Torsten (1206 BRT) und am 5. Juni der schwedische Frachter Skandia (1248 BRT).
Aus den auf der Seal erbeuteten englischen Seekarten konnte eine Minensperre vor der Ems und eine Minensperre vor der südnorwegischen Küste erkannt und beide geräumt werden. Bei der Räumung der Minensperre vor Südnorwegen fuhr das deutsche Minensuchboot M 11 am 6. Juni 1940 auf eine Mine und sank.

## Im deutschen Dienst
Am 30. November 1940 wurde das U-Boot unter der Bezeichnung U B nach Abschluss der Reparaturen in den Dienst der Kriegsmarine übernommen. Neuer Kommandant war Fregattenkapitän Bruno Mahn, einer der ältesten Kommandanten eines deutschen U-Boots im Zweiten Weltkrieg. Er war zu diesem Zeitpunkt bereits 52 Jahre alt und hatte im Ersten Weltkrieg das U-Boot UB 21 befehligt.
U B hatte für die Kriegsmarine nur sehr begrenzten militärischen Wert, da die britischen Normen und Waffen nicht mit den deutschen kompatibel waren und eine Umrüstung des Bootes aufwendiger gewesen wäre als ein Neubau. Das Boot diente daher nur zu Ausbildungszwecken. Daneben wurde die Erbeutung des Bootes propagandistisch ausgeschlachtet. Den größten Wert hatten die mit der Seal erbeuteten britischen Torpedos, deren Analyse in die Entwicklung neuer Torpedozünder einfloss, die aufgrund der Torpedokrise der deutschen U-Boote während des Unternehmens Weserübung dringlich geworden war.
U B wurde am 31. Juli 1941 außer Dienst gestellt und am 3. Mai 1945 nahe Kiel in der Heikendorfer Bucht (54° 22′ 0″ N, 10° 11′ 0″ O) selbstversenkt. Das Wrack wurde später gehoben und verschrottet.